# سوزان براونینگ
سوزان براونینگ (انگلیسی: Susan Browning; ۲۵ فوریهٔ ۱۹۴۱ – ۲۳ آوریل ۲۰۰۶) بازیگر اهل ایالات متحده آمریکا بود. وی بین سال‌های ۱۹۶۳ تا ۱۹۹۵ میلادی فعالیت می‌کرد.
از فیلم‌ها یا برنامه‌های تلویزیونی که وی در آن نقش داشته‌است می‌توان به راهبه بدلی اشاره کرد.